# 슈가 (음악 그룹)
슈가(Sugar)는 대한민국의 걸 그룹으로, 소속사는 스타월드였다. 호리프로와의 계약을 통해 일본 진출을 하였으며, 2004년에는 일본의 게임업체 세가(SEGA) 어뮤즈먼트 사의 이미지 캐릭터로 활동하였다. 하지만 2006년 12월 20일에 정식으로 해체되었다.

## 개요
슈가는 원래 SM 엔터테인먼트에서 기획한 4인조 걸 그룹이었으나, 이수만의 작은형인 이수영이 설립한 스타월드로 이적해 2002년 2월 첫 정규 앨범 《Tell Me Why》를 발매하며 데뷔하였다. 당시의 멤버는 아유미, 박새별, 황정음, 박수진이었다. 2003년 5월에는 정규 2집 앨범 《Shine》을 발매하였으며, 이때부터 박새별이 육혜승으로 예명을 바꾸었다.
2004년에는 일본에 진출하였다. 일본에서의 첫 싱글 〈Go the Distance〉와 정규 앨범 《Double Rainbow》가 2004년 2월 발매되었다. 연이어 3월에는 싱글 〈All my loving / 벚꽃열차(サクラ列車)〉를, 7월에는 〈바람과 꽃다발(風と花束) / Present / Heart & Soul〉을 발매하였다. 이후 대한민국으로 돌아와 10월 싱글 앨범 〈Secret〉을 발매하였으나, 활동을 마친 후 2004년 12월 황정음이 탈퇴를 선언하고 배우로 전향했다.
2005년 1월 하린을 새 멤버로 영입하여, 일본에서 싱글 앨범 〈Heartful〉과 〈해바라기(ひまわり) / LOVEACCELE〉를 발매하여 활동하였으며, 이후 대한민국에서 9월 정규 3집 앨범 《Sweet Lips》로 컴백하였다. 그러나 2006년 5월 박수진이 탈퇴하였고, 동년 12월 20일에 해체했다.

## 이전 구성원
| 이름   | 소개                                                |
| ------ | --------------------------------------------------- |
| 이하린 | - 생년월일 : 1983년 9월 8일(41세) - 활동지역 : 중국 |
| 아유미 | - 생년월일: 1984년 8월 25일(40세)                   |
| 육혜승 | - 생년월일 : 1985년 10월 4일(39세)                  |
| 황정음 | - 생년월일 : 1984년 12월 25일(40세)                 |
| 박수진 | - 생년월일 : 1985년 11월 27일(39세)                 |

### 멤버 변천사
| 멤버   | 2002년 | 2004년 | 2005년 | 2006년 | 2006년 |
| 멤버   | 2월    | 12월   | 1월    | 5월    | 12월   |
| ------ | ------ | ------ | ------ | ------ | ------ |
| 아유미 |        |        |        |        |        |
| 육혜승 |        |        |        |        |        |
| 이하린 |        |        |        |        |        |
| 황정음 |        |        |        |        |        |
| 박수진 |        |        |        |        |        |

## 음반 목록

### 한국 활동
- 2002년 2월 : 데뷔 앨범 Tell Me Why 발매.
- 2003년 5월 : 앨범 Shine 발매.
- 2004년 10월 : 싱글 Secret 발매.
- 2005년 9월 : 앨범 Sweet Lips 발매.

### 일본 활동
- 2004년 2월 4일 : 싱글 Go the Distance, 앨범 Double Rainbow 데뷔.
- 2004년 3월 10일 : 싱글 All my loving / 벚꽃열차(サクラ列車) 발매.
- 2004년 7월 22일 : 싱글 바람과 꽃다발(風と花束) / Present / Heart & Soul 발매.
- 2005년 2월 16일 : 싱글 Heartful 발매.
- 2005년 8월 24일 : 싱글 해바라기(ひまわり) / LOVEACCELE 발매.
- 2005년 11월 2일 : 앨범 COLORS 4 WISHES 발매.

## 그 외
소속사 스타월드의 대표가 이수만 SM 엔터테인먼트 대표의 작은형인 이수영이었으며, 소녀시대의 써니는 이수영의 딸이다. 써니의 언니가 슈가의 매니저를 맡았으며, 슈가의 해체 후에는 아유미의 매니저로 일했다.